# 波希娅·伍德曼-威克利夫
波希娅·伍德曼-威克利夫（英語：Portia Woodman-Wickliffe，1991年7月12日—），新西兰女子七人制橄榄球运动员。她曾代表新西兰国家队参加2016年和2020年夏季奥林匹克运动会七人制橄榄球比赛，获得一枚金牌和一枚银牌。